# سرچشمه خوانسار
سرچشمه خوانسار یا پارک سرچشمه خوانسار یکی از مراکز گردشگری خوانسار است.
این پارک با پهنه حدود ۱۵ هکتار در جنوب شهر در دامنه کوه سیل خوانسار قرار دارد و طول سال و در فصل‌های مختلف پذیرای گردشگران از شهرهای استان و دیگر نقاط ایران است. وجود جنگل انبوه از درختان مختلف در دامنه کوه و جایگاه‌ها و سکوهایی که برای استراحت افراد و مسافران در نظر گرفته شده‌است بر زیبایی پارک ملی سرچشمه افزوده است.

## چشمه‌های پارک
زیبایی پارک به‌دلیل وجود چشمه‌های آب فراوان از جمله چشمه مرزنگوش (چشمه شترخون)، چشمه پیر که در جنب آرامگاه شیخ ابا عدنان قرار دارد و همچنین وجود درختان مختلف در دامنه کوه و محل‌های استراحت و سکوهای ویژه مسافران است. چشمه اصلی تأمین کننده آب کشاورزی خوانسار بوده جوی‌های ۱۱ گانه خوانسار از آن بهره‌مند می‌شوند.

## آرامگاه باباپیر
شیخ اباعدنان قریشی معروف به بابا پیر یکی از عرفای به نام اهل شهر خوانسار بود و منقول است شیخ صفی الدین اردبیلی به محضر شیخ بابا عدنان رسیده و از محضر او بهره گرفته‌است و این اثر در سال ۱۳۱۴ ه خورشیدی با شماره ثبت ۱۱۲۰ در فهرست آثار ملی ایران ثبت گردیده است. گنبد بقعه بابا پیر مخروطی شکل بوده و دوازده ضلعی است که قدمتی حدود ۷۰۰ ساله دارد و در داخل بقعه ضریحی مشبک در ابعاد ۲٫۵×۲٫۵ روی سنگ مزار شیخ ابا عدنان قرار داشته و علاوه بر ایشان، ۶ تن دیگر از مشایخ و عرفا نیز در این مکان مدفون می‌باشند.

## منطقه نمونه گردشگری
این پارک به عنوان منطقه نمونه گردشگری برگزیده شده‌است.
سرچشمه خوانسار در سال‌های اخیر دچار کاهش شدید جریان آب شده‌است. 